# ブリストル バックマスター
ブリストル バックマスター
- 用途：高等練習機
- 製造者：ブリストル飛行機
- 運用者：イギリス空軍
- 初飛行：1944年10月27日
- 生産数：112機
- 運用開始：1945年

ブリストル バックマスター（Bristol Buckmaster）は、1950年代にイギリス空軍で運用された高等練習機である。

## 設計と開発

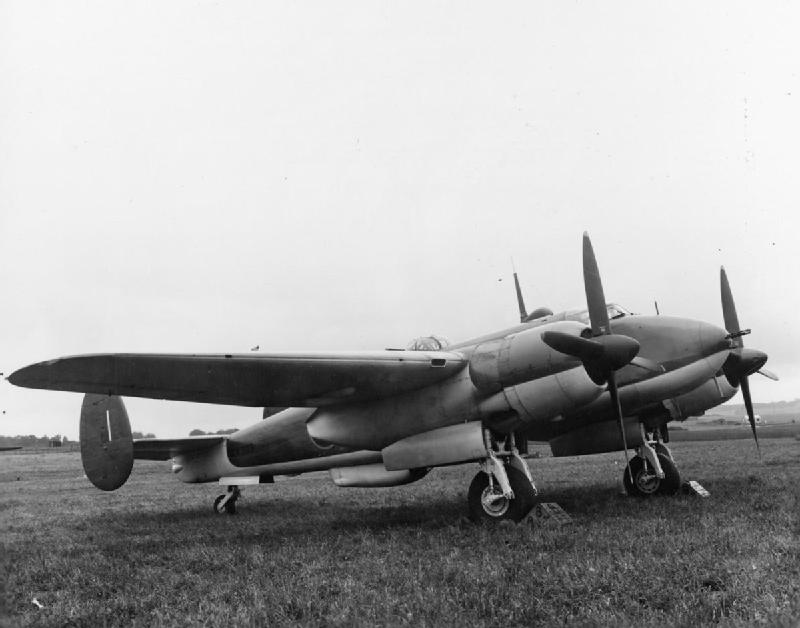
バックマスター T.1（ボスコムダウン空軍基地にて 1945年）.

1945年の時点で使用されていたアブロ アンソン、エアスピード オックスフォードや複式操縦装置付きのブリストル ブレニム、ロッキード ハドソンといったいわゆる高等練習機とパイロットが操縦訓練学校卒業後に操縦することとなる第一線機の間には大きな性能格差が生じていた。
航空省要求仕様 T.13/43に応じたブリストル社の機体は、新しく設計された胴体にバッキンガムの主翼を流用したもので、166型として開発された。訓練生と教官は並列に座り、その背後に通信士が搭乗した。
バックマスターは中翼配置のプロペラ双発機であり、尾輪式の引き込み式降着装置を持っていた。星型エンジンには4枚ブレードのプロペラを備えていた。

## 運用の歴史
合計65機の生産ライン上にあった未完成のバッキンガム爆撃機が改装されてバックマスターとして完成され、これに新規生産分のバックマスターが追加された。これら全機が類似機のブリンガンド用の練習機として使用されることになった。バックマスターは「イギリス空軍内で最も高性能な練習機」として最終的に1950年代半ばに退役するまで練習機として使用され続けた。

## 運用
イギリス
- イギリス空軍

## 要目
出典: Jane's Fighting Aircraft of World War II
諸元
- 乗員: 3（操縦訓練生、操縦教官、無線士）
- 全長: 14.2 m （46 ft 5 in）
- 全高: 5.3 m （17 ft 6 in）
- 翼幅: 21.9 m（71 ft 10 in）
- 翼面積: 65.8 m2 （708 ft2）
- 空虚重量: 10,900 kg （24,042 lb）
- 運用時重量: 15,280 kg （33,700 lb）
- 有効搭載量: kg （lb）
- 最大離陸重量: kg （lb）
- 動力: ブリストル セントーラス VII 空冷 18気筒星型エンジン、1,880 kW （2,585 hp）   × 2

性能
- 超過禁止速度: km/h （kt）
- 最大速度: 566 km/h （306 kn） 352 mph：12,000 ft (3,700 m)
- 巡航速度: 530 km/h （282 kn） 325 mph：18,000 ft (5,500 m)
- 失速速度: km/h （kt）
- フェリー飛行時航続距離: km （nmi）
- 航続距離: 3,200 km （1,700 nmi） 2,000 mi
- 実用上昇限度: m （ft）
- 巡航高度: 30,000 ft (9,000 m)
- 上昇率: 11.3 m/s （2,245 ft/min）
- 離陸滑走距離: m （ft）
- 着陸滑走距離: m （ft）
- 翼面荷重: 232 kg2 （47.6 lb/ft2）
- 馬力荷重（プロペラ）: 252 kW/kg （0.153 hp/lb）